# Maize
Maize és una població dels Estats Units a l'estat de Kansas. Segons el cens del 2000 tenia 1.868 habitants.

## Demografia
Segons el cens del 2000, Maize tenia 1.868 habitants, 632 habitatges, i 523 famílies. La densitat de població era de 879,6 habitants/km².
Dels 632 habitatges en un 49,4% hi vivien nens de menys de 18 anys, en un 66,6% hi vivien parelles casades, en un 11,4% dones solteres, i en un 17,2% no eren unitats familiars. En el 15,7% dels habitatges hi vivien persones soles el 6% de les quals corresponia a persones de 65 anys o més que vivien soles. El nombre mitjà de persones vivint en cada habitatge era de 2,96 i el nombre mitjà de persones que vivien en cada família era de 3,28.
Per edats la població es repartia de la següent manera: un 34,4% tenia menys de 18 anys, un 8% entre 18 i 24, un 30,7% entre 25 i 44, un 19,9% de 45 a 60 i un 7,1% 65 anys o més.
L'edat mediana era de 30 anys. Per cada 100 dones de 18 o més anys hi havia 97,1 homes.
La renda mediana per habitatge era de 51.845 $ i la renda mediana per família de 53.365 $. Els homes tenien una renda mediana de 41.653 $ mentre que les dones 25.817 $. La renda per capita de la població era de 18.803 $. Entorn de l'1,9% de les famílies i el 3% de la població estaven per davall del llindar de pobresa.

## Poblacions més properes
El següent diagrama mostra les poblacions més properes.